# Jánisz Varufákisz
Jánisz Varufákisz (görögül írással Γιαννής Βαρουφάκης vagy Γιωάννης Βαρουφάκης kiejtés ς nélkül Athén, 1961. március 24. – ) görög közgazdász, egyetemi tanár, politikus. Kutatási területe a játékelmélet és a politikai gazdaságtan. Neves baloldali publicistaként is ismert. 2015 januárja és októbere között a görög parlament tagja a SZIRIZA képviselőjeként, valamint 2015. január és 2015. július között Görögország pénzügyminisztere.

## Életpályája
Athén déli részében, Paleó Fáliróban született. Édesapja részt vett a görög polgárháborúban, emiatt több évet volt börtönben Makróniszosz szigetén. Később a szülei a Pánhellén Szocialista Mozgalomban (PASZOK) tevékenykedtek. 1978-ban beiratkozott az Essexi Egyetemre, ahol közgazdaságtant kezdett el hallgatni. Alapdiplomájának megszerzését követően matematikai statisztikát hallgatott a Birminghami Egyetemen, ahol 1985-ben szerezte meg mesterdiplomáját. 1987-ben szerzett PhD-t közgazdaságtanból az Essexi Egyetemen. Doktoranduszként kezdett el tanítani az Essexi, illetve az Kelet-Angliai Egyetemen, majd 1988-ban egy évet töltött a Cambridge-i Egyetemen. Egy évre rá Ausztráliába, a Sydney-i Egyetem közgazdaság-tudományi tanszékéhez hívták. Itt 2000-ig tanított, valamint ausztrál állampolgárságot is szerzett. 2000-ben hazament Görögországba, ahol az Athéni Egyetemen a közgazdasági elméletek professzora lett. 2002 és 2008 között az egyetem közgazdaság-tudományi doktori programjának alapító igazgatója volt. 2011-ben az amerikai videojátékokat készítő cég, a Valve Corporation tanácsadója, később közgazdásza lett. Emellett 2013-tól a Texasi Egyetem oktatója volt.

### Közéleti pályafutása
Fiatal korában a PASZOK ifjúsági szervezetében volt aktív. 2004 és 2006 között Jórgosz Papandréu későbbi görög miniszterelnök gazdasági tanácsadója volt, akivel a jövőbeli gazdasági út okán nézeteltérésbe került, később Papandréu kritikusa lett. A 2010-es évek közepén került kapcsolatba Aléxisz Cíprasszal, a SZIRIZA elnökével, akinek egyik tanácsadója lett. Az előrehozott 2015-ös parlamenti választáson a legtöbb szavazatot szerezve Varufákisz bekerült a görög parlamentbe. Cíprasz 2015. január 25-én kinevezte pénzügyminiszterré, valamint a trojkának nevezett hitelezőkkel (az Eurózóna, az Európai Központi Bank és a Nemzetközi Valutaalap) való tárgyalások vezetőjének.
2015 februárjában a hónap végén lejáró segélycsomag négy hónapos meghosszabbításáról állapodtak meg, viszont a júniusi tárgyalásokon már nem sikerült megállapodni. A hitelezők utolsó csomagjáról a görög kormány népszavazást írt ki 2015. július 5-ére. Varufákisz bejelentette, hogy amennyiben az igen-szavazatok kerülnek többségbe, lemond miniszteri pozíciójáról. Bár a népszavazás során a nem-szavazatok szereztek többséget, július 6-án mégis lemondott miniszteri pozíciójáról.
2016. február 9-én kezdeményezője és egyik megalapítója volt a Democracy in Europe Movement 2025 (DiEM25) nevű baloldali mozgalomnak, amely többek között az Európai Unió szociális reformját tűzte ki célul.

## Főbb publikációi
- Conflict in Economics (1990, társszerk. David P. T. Younggal)
- Rational Conflict (1991)
- Game Theory: A critical introduction (1995, Shaun Hargreaves-Heappel)
- Foundations of Economics: A beginner's companion (1998)
- Game Theory: Critical Perspectives I–V (szerk., 2001)
- Game Theory: A critical text (2004, Shaun P. Hargreaves-Heappel)
- A Modest Proposal (2010, Stuart Hollanddel)
- Modern Political Economics: Making sense of the post-2008 world (2011, Joseph Halevivel and Nicholas Theocarakisszal)
- The Global Minotaur: America, the True Origins of the Financial Crisis and the Future of the World Economy (2011, 2013)
- Economic Indeterminacy: A personal encounter with the economists' most peculiar nemesis (2013, ISBN 0415668492)
- Europe after the Minotaur: Greece and the Future of the Global Economy (2015, ISBN 9781783606085)
- Another Now: Dispatches from an Alternative Present, Bodley Head, 2020 (ISBN 9781847925640)